# Ca Florensa
Ca Florensa és una casa noucentista de Valls (Alt Camp) protegida com a Bé Cultural d'Interès Local.

## Descripció
Edifici de planta baixa i un pis. La planta baixa està distribuïda d'acord amb les funcions que s'hi realitzen. Una gran porta central i una més petita a l'esquerra corresponen a un magatzem. A la dreta hi ha una finestra la porta d'accés a l'edifici, amb les inicials SF sobre la llinda. El primer pis presenta una composició simètrica centrada per una gran tribuna semioctogonal amb coberta de teula. A cada costat hi ha dues finestres amb un esgrafiat superposat i una petita cornisa. Damunt la tribuna hi ha un esgrafiat i una motllura de 5 arcs de mig punt. El conjunt es corona amb una cornisa central que coincideix amb l'amplada de la tribuna. Té coberta de teula a dues vessants. A cada cantó, una estructura vertical amb esgrafiats simula un pilar acabat en capitell simple. El material emprat és maó arrebossat.